# Impresión en relieve

Principio de impresión en relieve. A es el bloque o matriz; B es el papel; las líneas negras gruesas son las áreas entintadas.

La impresión en relieve es una familia de métodos de impresión en los que un bloque, placa o matriz de impresión a la que se ha aplicado tinta en su superficie, pero no en áreas empotradas, se pone en contacto con el papel. Las áreas de la placa de impresión con tinta dejarán tinta en el papel, mientras que las áreas rebajadas de la placa de impresión dejarán el papel sin tinta. Es posible que no se necesite una imprenta, ya que la parte posterior del papel se puede frotar o presionar a mano con una herramienta simple como un brayer o un rodillo.
En muchos procesos históricos, la matriz en la impresión en relieve se crea comenzando con una superficie original plana y luego eliminando (por ejemplo, tallando) las áreas destinadas a imprimir en blanco. Las áreas restantes de la superficie original reciben la tinta. La familia de técnicas en relieve incluye el grabado en madera, la (xilografía), el grabado en metal, el aguafuerte, el linograbado, el sello de goma, la impresión de lámina espuma o fomi, y algunos tipos de colagrafía.